# Walter Sauerlandt
Walter Sauerlandt (* 24. September 1899 in Flurstedt, Großherzogtum Sachsen-Weimar-Eisenach; † 26. August 1982 in Kassel) war ein deutscher Ackerbauwissenschaftler. Er gehörte zu den bedeutendsten Humusforschern seiner Zeit. Von 1948 bis 1964 leitete er das Institut für Humuswirtschaft an der Forschungsanstalt für Landwirtschaft (FAL) in Braunschweig.

## Leben und Wirken
Walter Sauerlandt, Sohn eines Fabrikdirektors, absolvierte nach dem Abitur eine landwirtschaftliche Lehre auf einem Rittergut in Thüringen und studierte ab 1922 Chemie an der Universität Leipzig. Während seines Studiums wurde er 1922 Mitglied der Landsmannschaft Burgundia Jena. 1929 promovierte er dort unter der Ägide des Bodenbakteriologen Felix Löhnis mit einer Dissertation über Bildung und Zersetzung von Humus. Es folgte eine dreijährige Tätigkeit am Landwirtschaftlichen Institut der Technischen Hochschule Danzig, wo er 1932 die Prüfung zum Diplomlandwirt ablegte. Anschließend arbeitete er als wissenschaftlicher Assistent bei Eilhard Alfred Mitscherlich an der Universität Königsberg. Hier habilitierte er sich 1935 mit einer Arbeit über die pflanzenphysiologische Bewertung der Phosphorsäure in wirtschaftseigenen Düngemitteln.
1935 wechselte Sauerlandt an das Institut für Bodenkunde und Pflanzenernährung der Preußischen Landwirtschaftlichen Versuchs- und Forschungsanstalten nach Landsberg/Warthe, wo er die Abteilung Versuchswesen leitete. 1938 wurde er als Professor an die Reichsforschungsanstalt für alpine Landwirtschaft nach Säusenstein (Österreich) berufen. Hier war er, mit Unterbrechungen durch den Wehrdienst, bis zum Ende des Zweiten Weltkrieges tätig.
Von 1948 bis zu seiner Pensionierung im Jahre 1964 leitete Sauerlandt das neu gegründete Institut für Humuswirtschaft (später umbenannt in Institut für Bodenbiologie) an der Forschungsanstalt für Landwirtschaft (FAL) in Braunschweig. In den ersten Jahren beschäftigte er sich hier besonders mit Fragen der effektiven Nutzung wirtschaftseigener Dünger. Die Ertragssteigerung der Feldfrüchte war dabei das vorrangige Forschungsziel. Den Landwirten gab er praktische Anleitungen mit seiner Schrift Grundlagen der Bodenfruchtbarkeit. Humusdüngung und Bodengare (1948) sowie mit der von ihm neubearbeiteten sechsten Auflage des Buches von Karl Beinert Der wirtschaftseigene Dünger, seine Gewinnung, Behandlung und Verwertung (1951).
Nach 1950 beschäftigte sich Sauerlandt verstärkt mit dem Einfluss der Mikro- und Makroorganismen bei der Humusbildung. Sauerlandt war der erste Landbauwissenschaftler, der an seinem Institut eine Planstelle für Bodenzoologie des Ackerbaues und der Kompostwirtschaft einrichtete, die als erster Otto Graff innehatte. Die wesentlichen Ergebnisse seiner Forschungstätigkeit hat er gemeinsam mit seinem langjährigen Mitarbeiter Cord Tietjen in dem 1970 erschienenen Buch Humuswirtschaft des Ackerbaus veröffentlicht. Wie in vielen seinen Schriften hat Sauerlandt auch hier historische Fragen mitbehandelt und in einem einleitenden Kapitel ausführlich die Entwicklung der Humusdüngung im Wandel der Zeit dargestellt. Von seinen historisch-biographischen Beiträgen ist die Würdigung des Lebenswerkes von Eilhard Alfred Mitscherlich (1956) hervorzuheben.

## Veröffentlichungen (Auswahl)
- Untersuchungen über Bildung und Zersetzung von Humus im Stalldünger und im Boden. Diss. phil. Univ. Leipzig 1929. – Zugl. in: Wissenschaftliches Archiv für Landwirtschaft Abt. A, Pflanzenbau Bd. 2, 1929, S. 434–471.
- Untersuchungen über die pflanzenphysiologische Bewertung der Phosphorsäure in den wirtschaftseigenen Düngemitteln. Dis. phil. Univ. Königsberg 1935. – Auszug in: Zeitschrift für Pflanzenernährung, Düngung und Bodenkunde Bd. 42, 1936, S. 187–229.
- Ein Beitrag zur Frage der Untersuchung und Beurteilung organischer Düngemittel. Die rechnerische Auswertung von Humusdüngungsversuchen. In: Bodenkunde und Pflanzenernährung Bd. 18 (63), 1940, S. 214–228.
- Grundlagen der Bodenfruchtbarkeit. Humusdüngung und Bodengare. Praktische Anleitung zur Düngerbereitung, Gründüngung und Bodenpflege. Metta Kinau Verlag Nachf. Lüneburg 1948.
- Karl Beinert: Der wirtschaftseigene Dünger, seine Gewinnung, Behandlung und Verwertung. Sechste, neubearbeitete Auflage von Walter Sauerlandt. Verlag Paul Parey Berlin 1951.
- Eilhard Alfred Mitscherlich †. Ein Forscherleben für die Landwirtschaft. In: Landwirtschaftliche Forschung Bd. 9, 1956, S. 75–89.
- Entwicklungsmöglichkeiten für den Aufbau von Ackerböden mit höherem Ertragsniveau. In: Landbauforschung Völkenrode Jg. 12, 1962, S. 3–10.
- Humuswirtschaft des Ackerbaues (gemeinsam mit Cord Tietjen). DLG-Verlag Frankfurt am Main 1970.